# مستشفى المنجي سليم بالمرسى
مستشفى المنجي سليم بالمرسى هو مستشفى تونسي عمومي يقع في المرسى، شيد بمقتضى الأمر عدد 1844 المؤرخ في 2 ديسمبر 1991 وأطلق عليه اسم السياسي المنجي سليم تكريما له.

بسعة تبلغ 246 سريرا، أصبح أهم مستشفى في الضاحية الشمالية لمدينة تونس العاصمة، موفرا في نفس الوقت الرعاية والوقاية والبحث والتعليم ما بعد الجامعي لطلبة كليات الطب.

## الأقسام
يوجد بالمستشفى عدة أقسام منها:
- قسم الطب الداخلي (32 سريرا).
- قسم طب القلب (32 سريرا).
- قسم طب التوليد والنسائيات (45 سريرا).
- قسم الجراحة (45 سريرا).
- قسم طب الجهاز الهضمي (10 سريرا).
- قسم طب الأطفال (50 سريرا).
- قسم التخدير والعناية المركزة (16 سريرا).
- قسم طب الأمراض المفصلية (16 سريرا).

في يناير 2015، تم تشييد قسم جراحة العظام والإصابات.